# روی ملمیزون
شهر روی ملمیزون (به فرانسوی: Rueil-Malmaison) در شهرستان او-دو-سن در ناحیه ایل-دو-فرانس با جمعیت ۷۷٬۶۲۵ نفر در کشور فرانسه واقع شده‌است

## نگارخانه

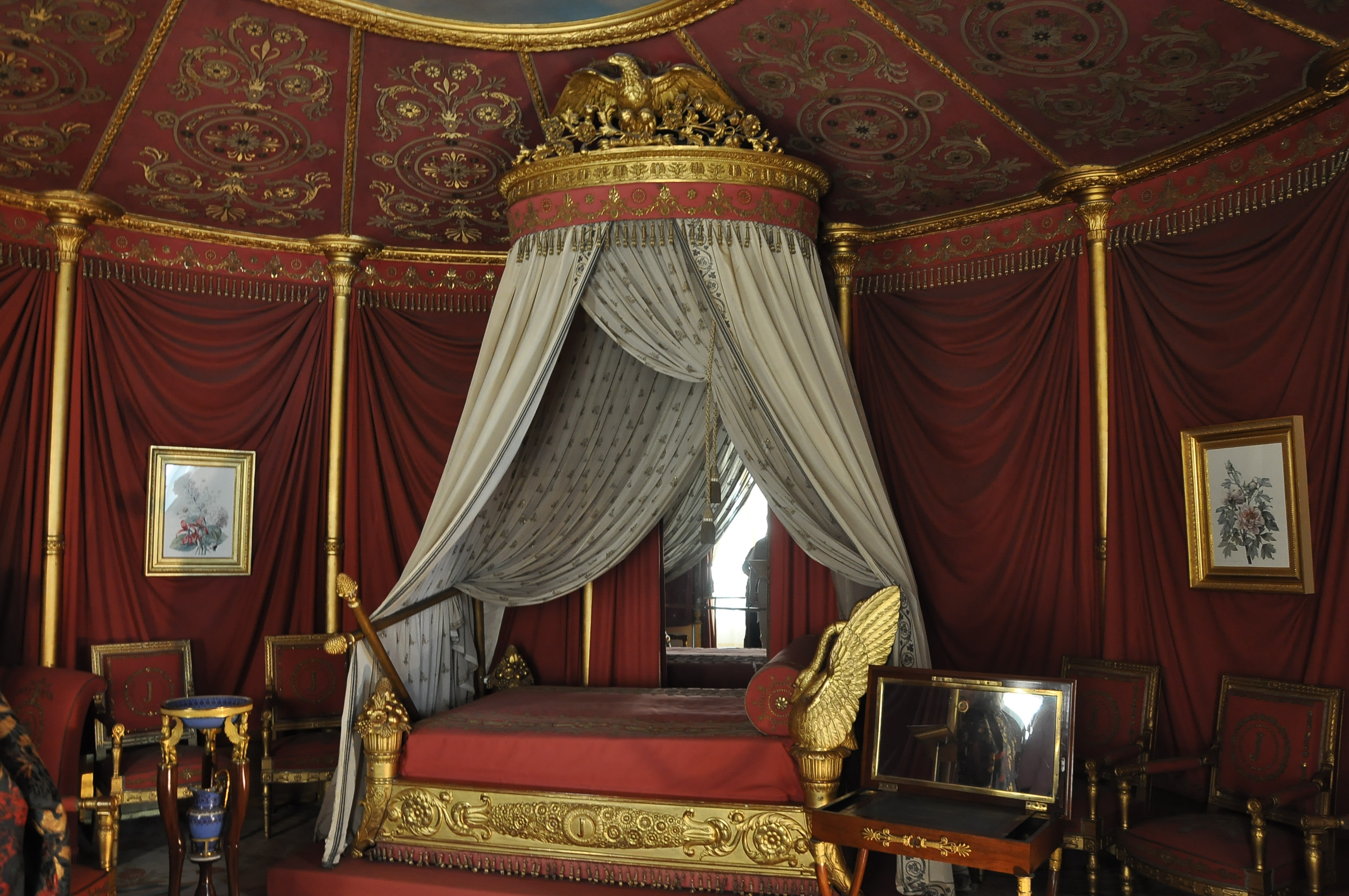
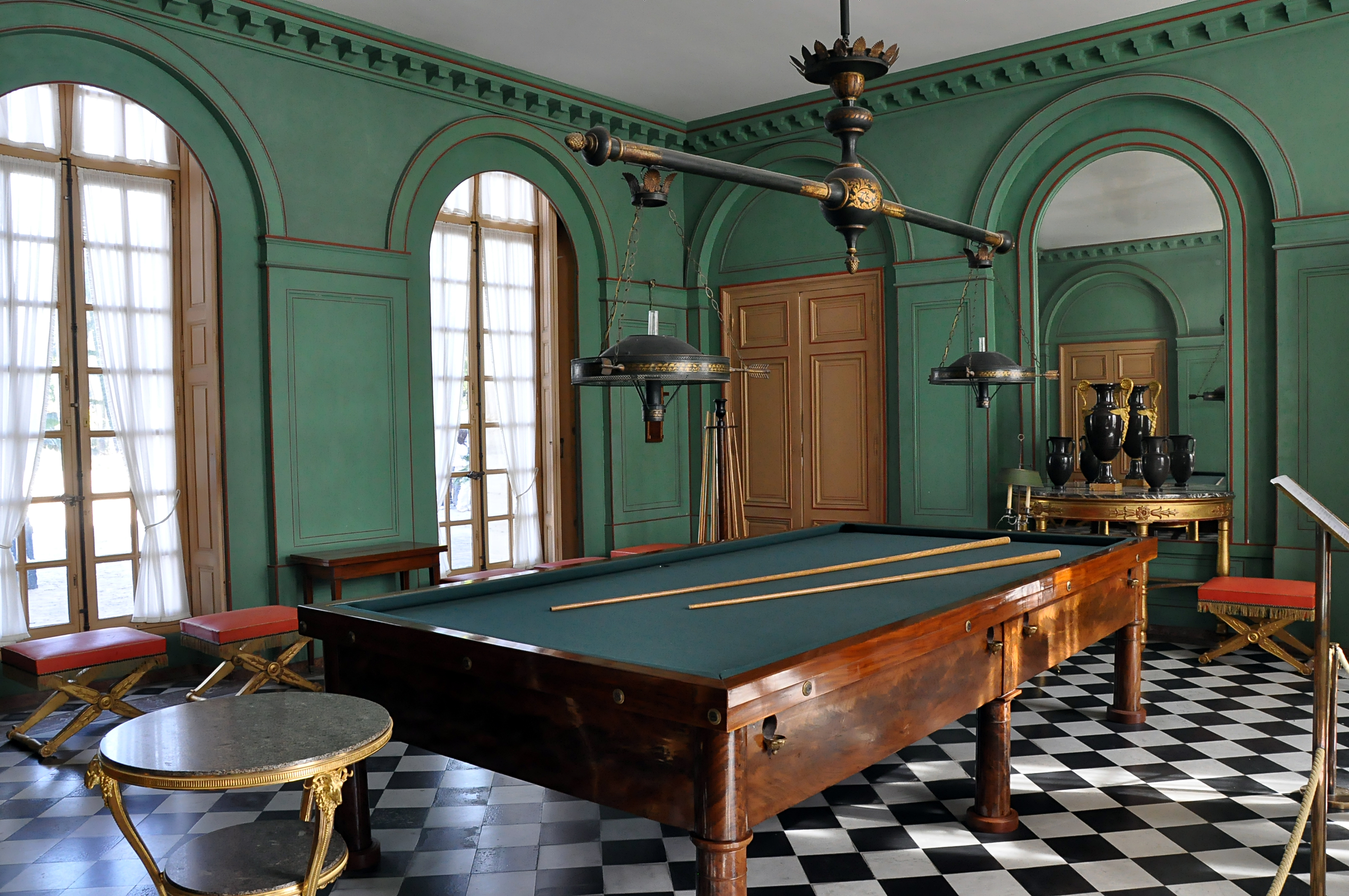
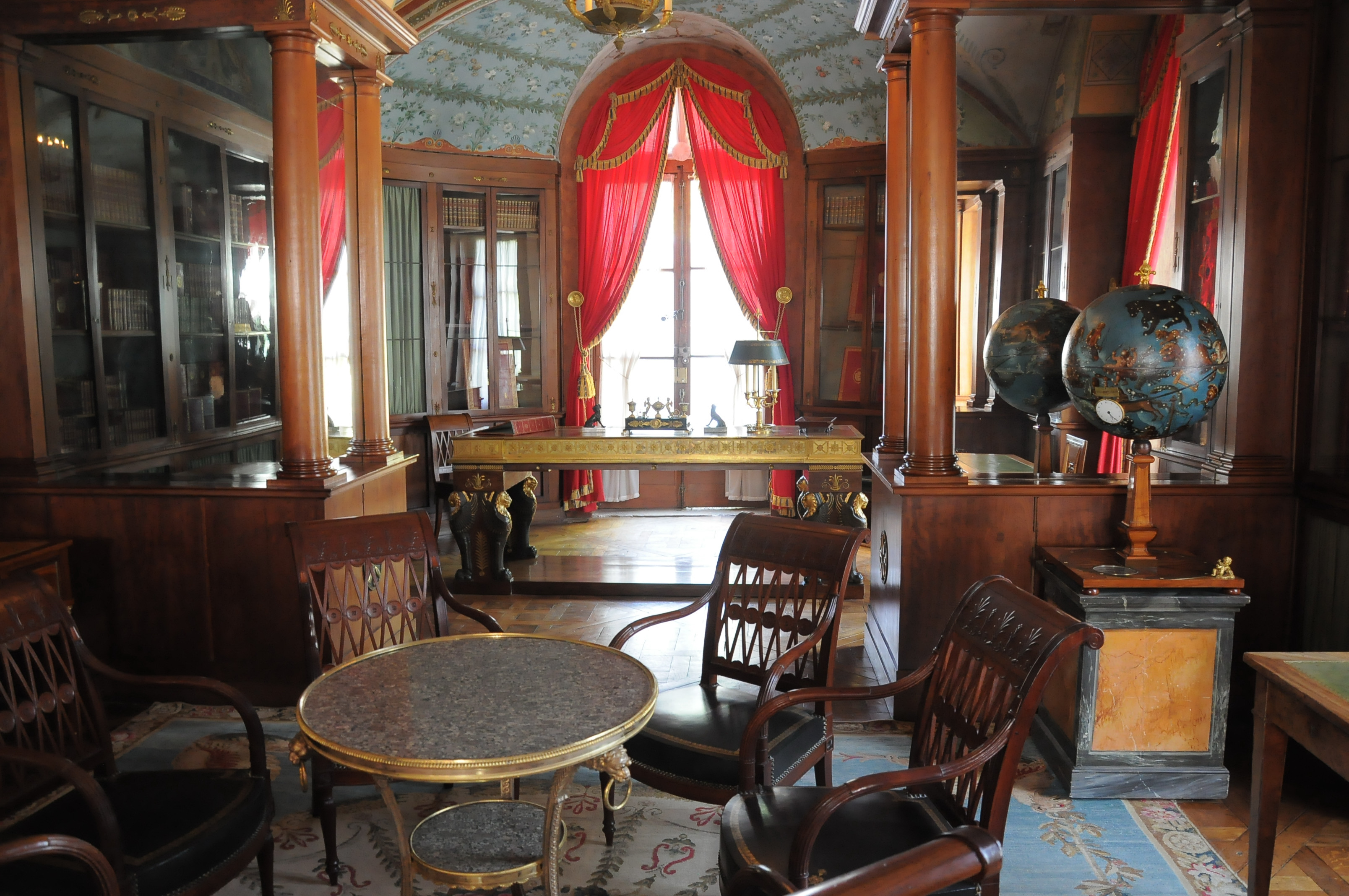
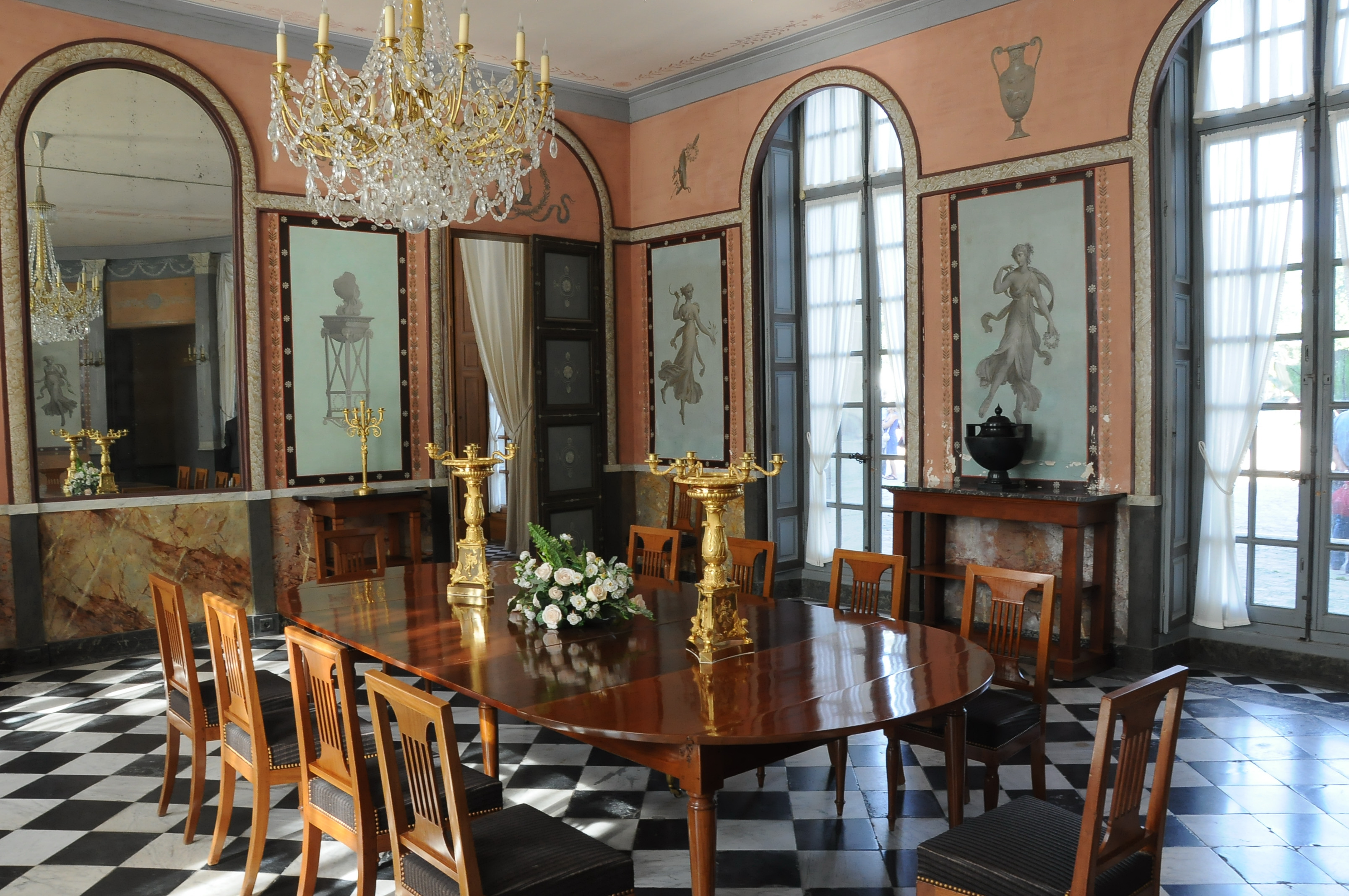